# スプレンドラ
スプレンドラ（Splendora）は、ニューヨーク市出身のガールズバンドである。

## 概要
1993年にリードシンガー兼ギタリストのジャネット・ワイガル（Janet Wygal）、ベーシストのトリシア・ワイガル（Tricia Wygal）、ドラマーのデリッサ・サントス（Delissa Santos）、チェリストのシンディ・ブロルスマー（Cindy Brolsma）、とヴァイオリニストのジェニファー・リチャードソン（Jennifer Richardson）によって結成された。1995年に唯一のアルバム『In the Grass』を発表。2002年にバンドは解散した。
スプレンドラはMTVのテレビ・アニメ・シリーズ『Daria』のオープニング主題歌を作曲したことによって最もよく知られている。『Daria』のテレビ映画『Is It Fall Yet?』と『Is It College Yet?』のなかでは、バンドが演奏している。

## ディスコグラフィ

### スタジオ・アルバム
- In the Grass (1995年)

### シングル
- "Rattle" (1995年)